# Osor
Osor je malá vesnice a letovisko na chorvatském ostrově Cres. Leží na kanále Kavada, který ostrov odděluje od sousedního ostrova Lošinj. Ve vesnici žije zde 28 obyvatel, ti se většinou živí turistikou.

## Historie
Oblast severních ostrovů byla dějištěm dlouhotrvajících válek (229 př. n. l. – 9 n. l.) mezi Ilyrskými kmeny a Římany, kteří se snažili o rozšíření hranic říše. Pro své podnebí a strategickou polohu byl Osor a úžina mezi ostrovy Cres a Lošinj, kterou připlouvaly římské lodi, od počátku středem zájmu dobyvatelů. V kraje se nacházejí pozůstatky několika římských usedlostí, které vypovídají o značně vyspělé zemědělské činnosti.
Když se z mocného biskupství stala obyčejná farnost, pozbylo bývalé hlavní město dvou ostrovů veškerý vliv a dnes je Osor zcela malé a v porovnání s dobou svého vzniku bezvýznamné městečko. Starověké město Asporas, v římské době důležitý námořní přístav, čítalo až 25 000 obyvatel, z nichž v 16. století, pravda, po rozsáhlé epidemii malárie, zůstalo pouhých 500. V současnosti je nejlépe zachovaným pozůstatkem z této bohaté minulosti katedrála – pravá katedrála.

## Externí odkazy

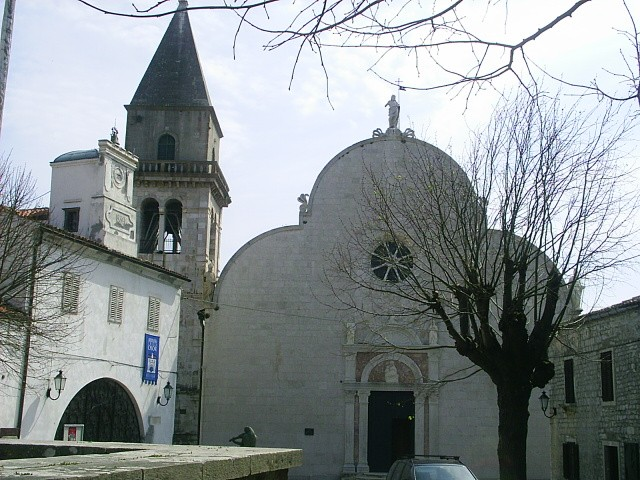
Kostel Panny Marie